# Раґа-раджа

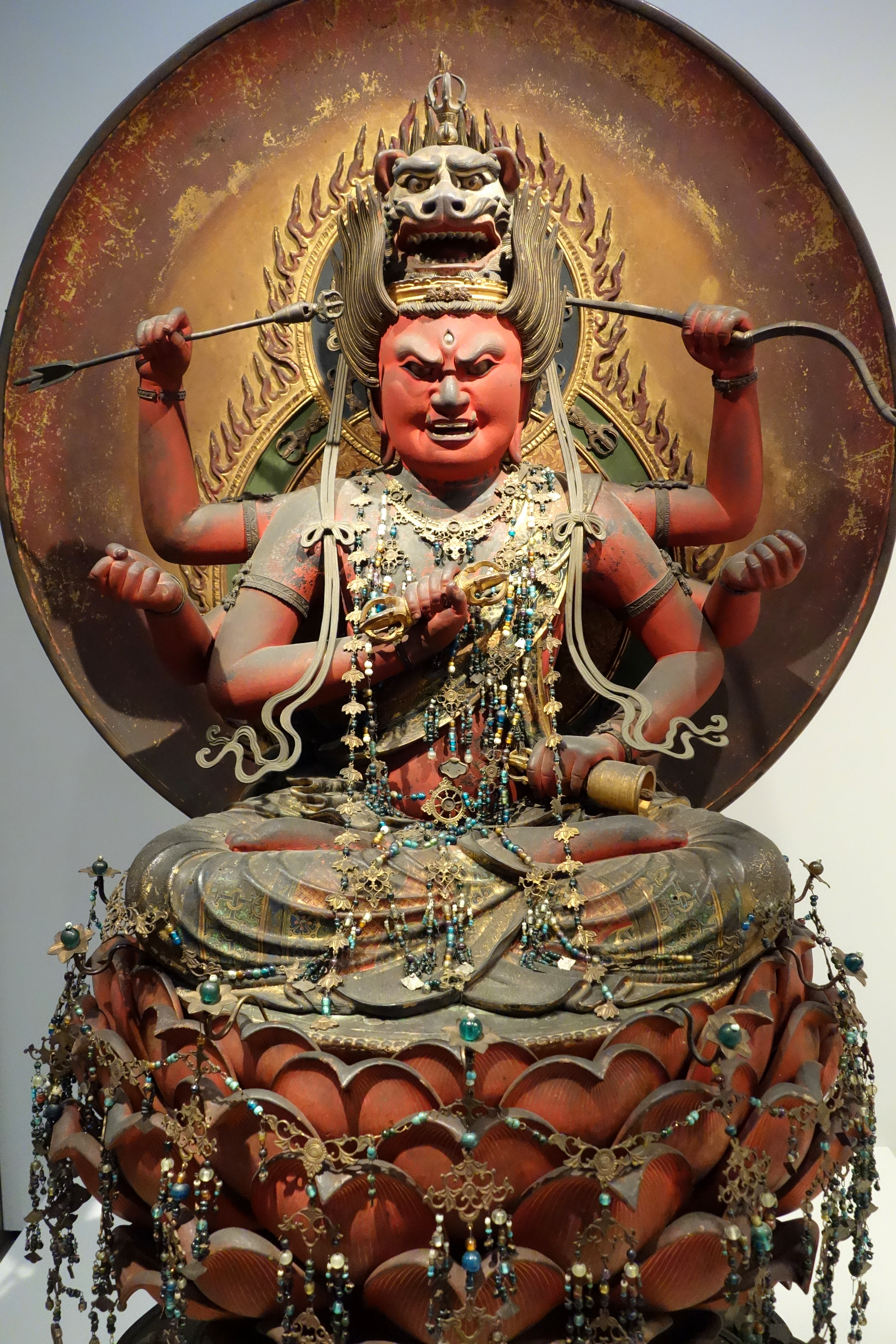
Рага-раджа (XIV ст., Токійський національний музей).

Ра́ґа-ра́джа (санскр. रागराज, Rāga-rāja, «раджа пристрастей») — божество в буддизмі ваджраяни. Один із радж мудрості. Облишив пожадливість і кохання для того, щоби досягти просвітлення і стати буддою.

## Імена
- кит.: 愛染明王, Àirǎn Míngwáng, Айжань мінван.
- санскр. रागराज, Rāga-rāja, Раґа-раджа.
- яп. 愛染明王, あいぜんみょうおう, Айдзен мьōō[1].

## Опис
Вшановується в Тибеті, Китаї та Японії. В індійському буддизмі культ цього божества, так само як і писемні згадки про нього відсутні. В «Алмазній сутрі» подається його опис. Зображається сидячим у лотосі на фоні червоного сонячного диску із червоною шкірою, що символізує жадобу, любов і кохання. Має три ока, які виражають гнів і неприязнь до пристрастей, різнокольорове волосся, підв'язане мотузкою і увінчане левовою короною, та шість рук. Перша ліва рука тримає дзвоник у вигляді ваджри, а у першій правій руці — саму ваджру. Друга ліва рука стискає алмазний лук, а права — стріли. Третя права рука тримає квітку лотоса, якою збирається завдати удару. Інколи лук божества скерований в Небо.
В японській народній культурі XVII — XIX століття Раґа-раджа вшановувася як покровитель кохання. Йому молилися, аби закохати у себе або привабити. Зокрема, Раґа-раджі поклонялися артистки, повії, шинкарки та представники професій сфери послуг.

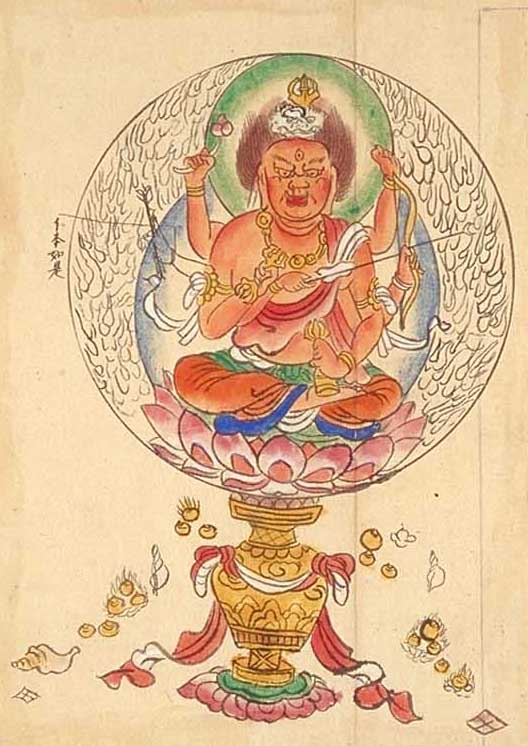
Малюнок XI ст.
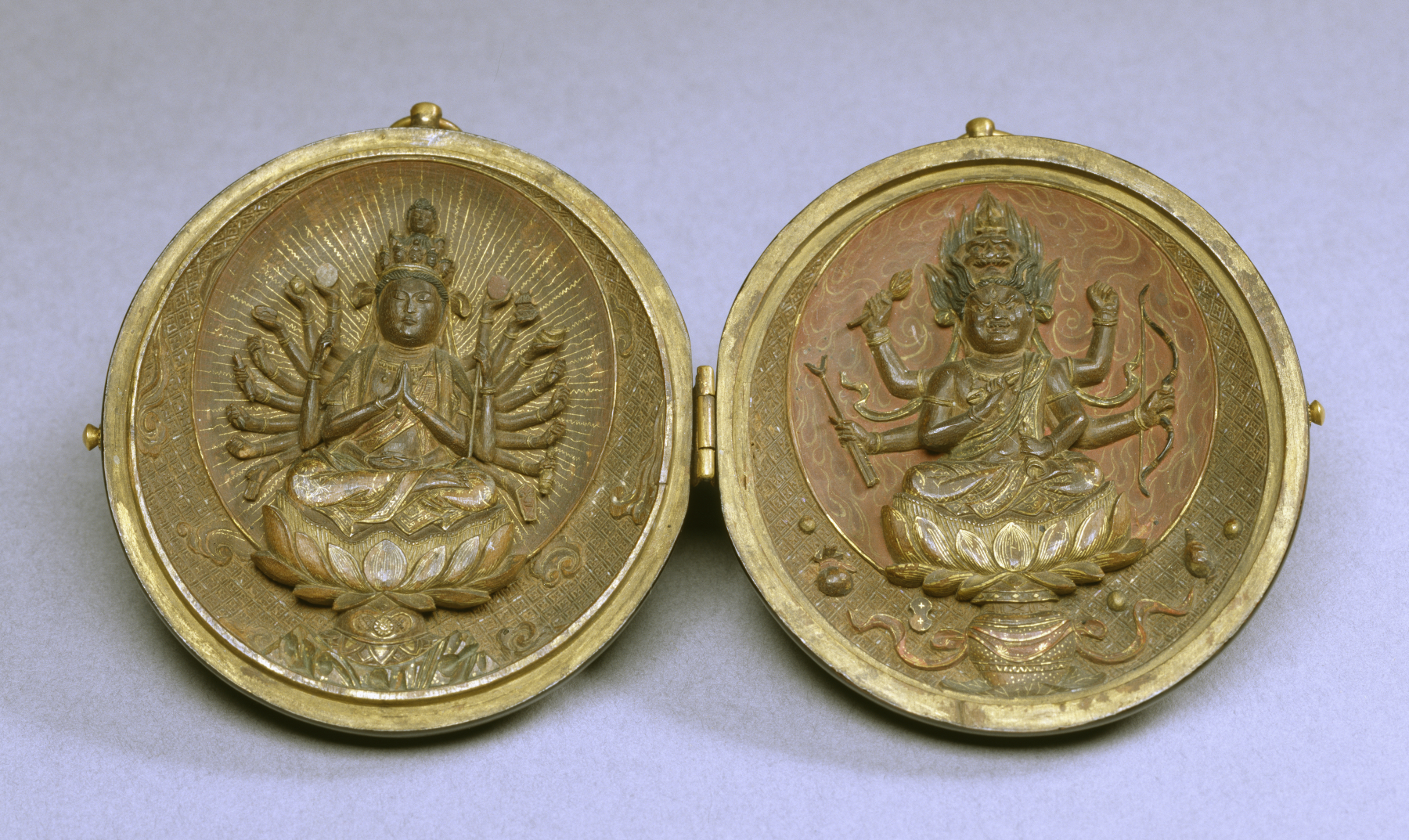
Медальйон XIII ст.
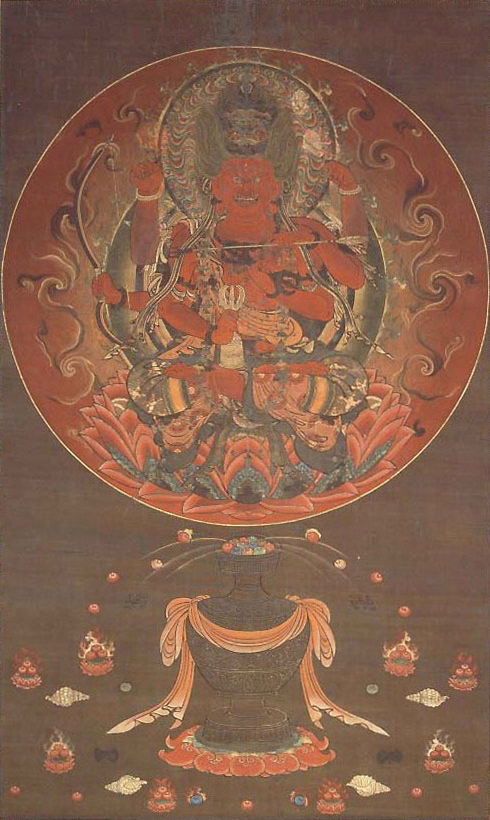
Картина-сувій XIII ст.
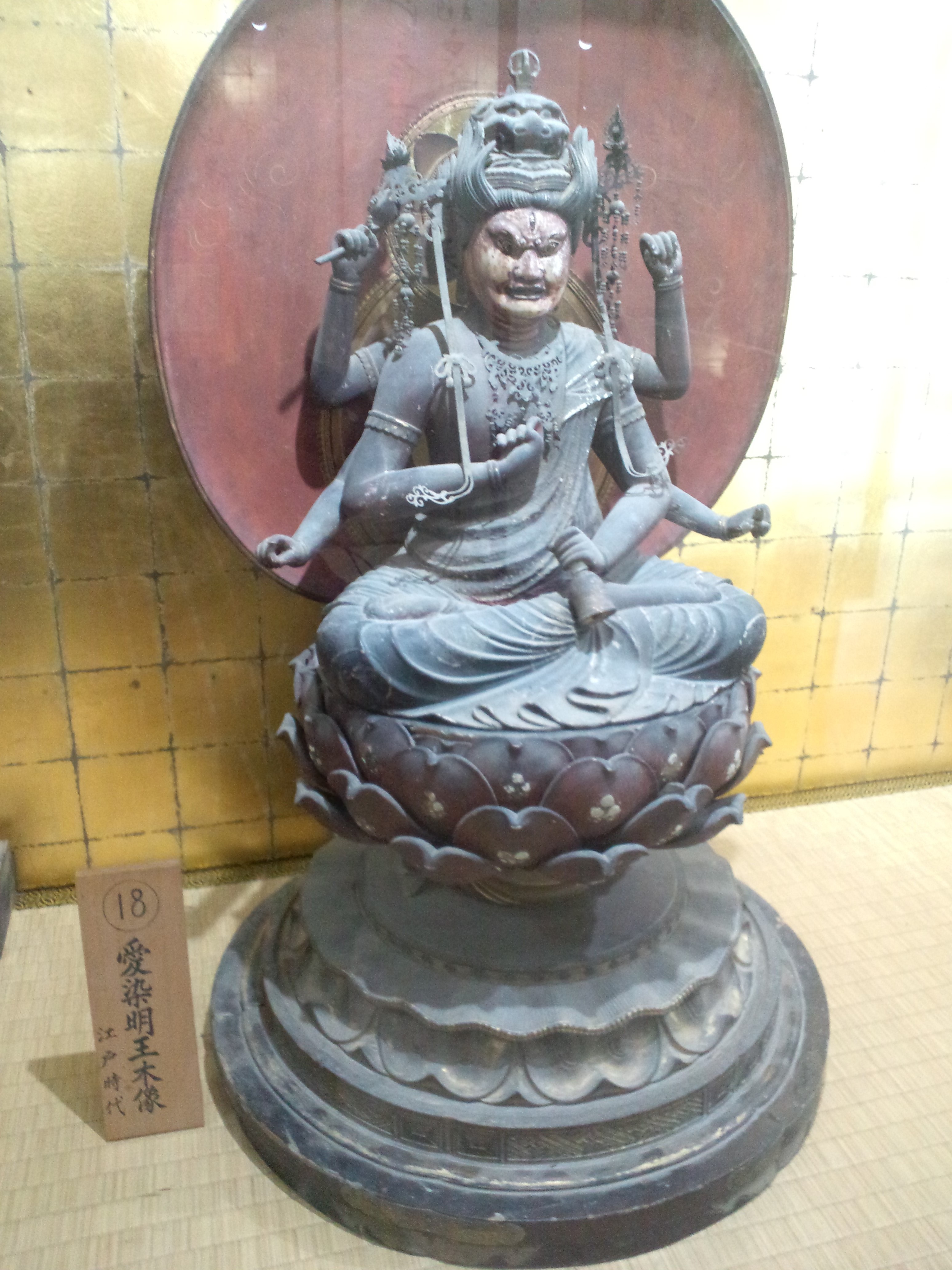
Статуя XVIII ст.